# Salvador de Zapardiel
Salvador de Zapardiel è un comune spagnolo di 191 abitanti situato nella comunità autonoma di Castiglia e León.